# Jaroslav Machač
Jaroslav Machač (ur. 1926) – czechosłowacki żużlowiec, występujący również na długim torze i na lodzie.

## Życiorys
Dwukrotny medalista indywidualnych mistrzostw Czechosłowacji: złoty (1960) oraz srebrny (1959).
Wielokrotny reprezentant Czechosłowacji na arenie międzynarodowej. Brązowy medalista drużynowych mistrzostw świata (Göteborg 1960). Wielokrotny uczestnik eliminacji indywidualnych mistrzostw świata (najlepszy wynik: Monachium 1959 – XVI miejsce w finale kontynentalnym). Dwukrotny finalista indywidualnych mistrzostw Europy na długim torze (Plattling 1960 – XIV miejsce, Oslo 1969 – XVII miejsce). Zdobywca II miejsca w turnieju o "Zlatą Přilbę" (Pardubice 1962).